# Frank Stowers
Frank Stowers (4 de mayo de 1979) es un deportista samoano que compitió en judo. Ganó una medalla de bronce en el Campeonato de Oceanía de Judo de 2010 en la categoría de –81 kg.

## Palmarés internacional
| Campeonato de Oceanía | Campeonato de Oceanía | Campeonato de Oceanía | Campeonato de Oceanía |
| Año                   | Lugar                 | Medalla               | Categoría             |
| --------------------- | --------------------- | --------------------- | --------------------- |
| 2010                  | Canberra (Australia)  | Medalla de bronce     | –81 kg                |